# Braulio Luna

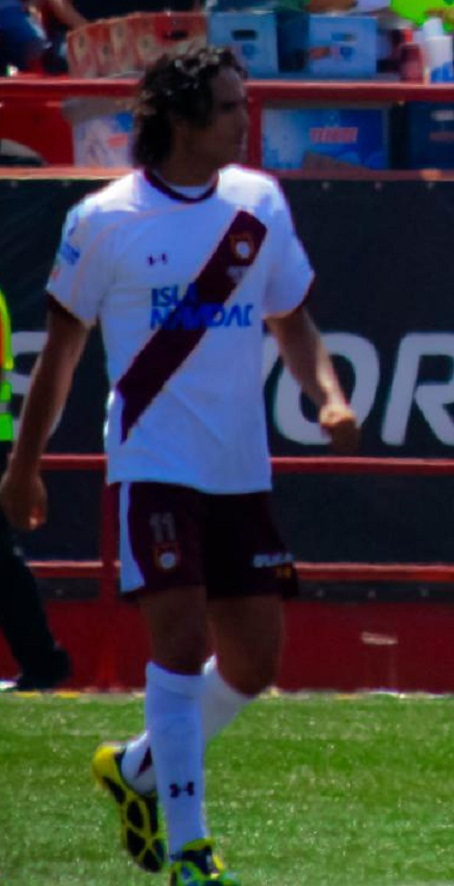
Braulio Luna Guzmán (2011)

Braulio Luna Guzmán (* 8. September 1974 in Mexiko-Stadt) ist ein ehemaliger mexikanischer Fußballspieler, der vorwiegend im Mittelfeld zum Einsatz kam.
Braulio Luna machte 1994 sein Debüt in der mexikanischen Liga. Sein erstes Spiel spielte er damals für UNAM Pumas gegen Club León, welches 3:3 endete. Im Dezember 1997 debütierte Luna in der Mexikanischen Fußballnationalmannschaft bei einem Freundschaftsspiel gegen Australien. Zudem nahm Braulio Luna bei zwei Fußball-Weltmeisterschaften teil (WM 1998 in Frankreich sowie WM 2002), in Japan und Südkorea.

## Klubs
- 1993–1998: UNAM Pumas
- 1998–2002: Club América
- 2002–2004: Necaxa
- 2004–2006: CD Veracruz
- 2007–2010: Club San Luis
- 2010–2011: CF Pachuca
- 2011–2013: CD Estudiantes Tecos (2012/13 Leihe an CD Veracruz)
- 2013–2015: Club San Luis (2013/14 Leihe an Cruz Azul Hidalgo)